# Katedra w Kalmarze

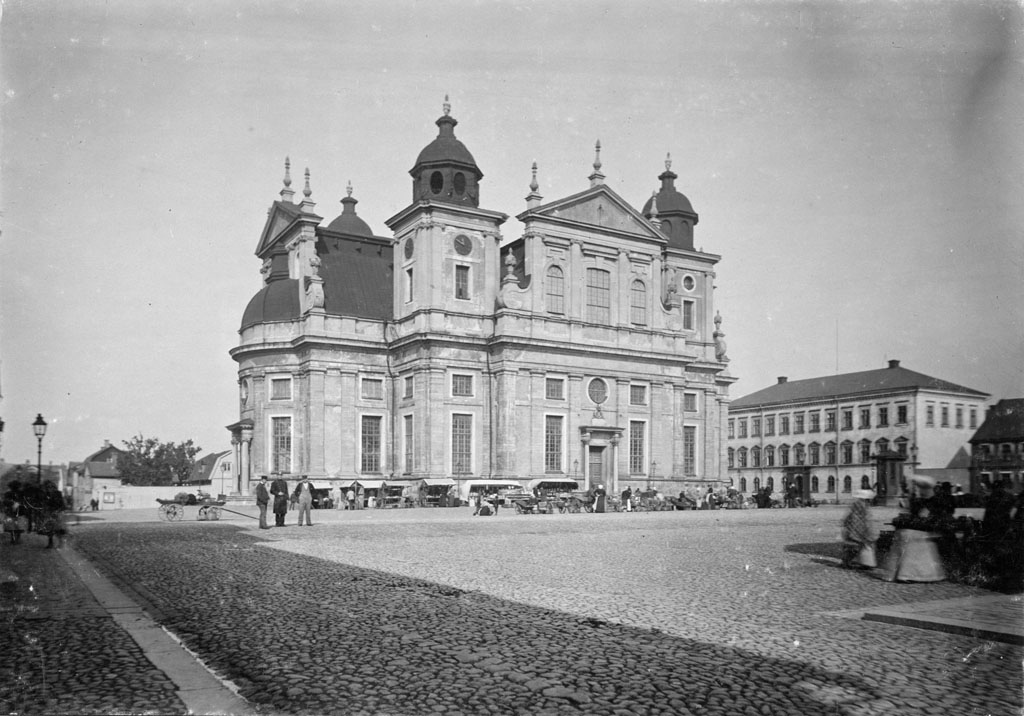
Katedra w Kalmarze w 1900

Katedra w Kalmarze (szw. Kalmar domkyrka) – kościół położony w Kalmarze, region terytorialny Kalmar, region historyczny Smalandia. Kościół parafialny w parafii katedralnej Kalmar (Kalmar domkyrkoförsamling) w diecezji Växjö (Växjö stift) szwedzkiego kościoła ewangelicko-luterańskiego; diecezja w Kalmarze istniała w latach 1603-1915 ale po jej zniesieniu i połączeniu z diecezja w Växjö formalna nazwa katedry w Kalmarze została nadal utrzymana. 
Katedra w Kalmarze jest jednym z dwóch kościołów w Szwecji noszących miano katedry, chociaż nie ma podporządkowanej sobie żadnej diecezji; drugim jest katedra w Mariestad.
Katedra ma status zabytku sakralnego według rozdz. 4 Kulturminneslagen (Prawo o pamiątkach kultury) ponieważ została wzniesiona do końca 1939 (3 §).

## Historia
Katedra w Kalmarze, jedno z najwybitniejszych dzieł baroku w Szwecji, została zaprojektowana przez osiadłego w tym kraju niemieckiego architekta Nicodemusa Tessina Starszego i zbudowana z ciosów kamiennych w latach 1660–1700. Katedra jest oparta na planie krzyża łacińskiego z absydami od wschodu i zachodu. W narożnikach ma 4 wieże. Katedra miała pierwotnie zaplanowaną kopułę ale planów tych nie udało się zrealizować.
Nicodemus Tessin Starszy w latach 1650-1653 wiele podróżował po Europie, był m.in. we Włoszech. Projektując zewnętrzną bryłę świątyni w Kalmarze inspirował się rzymskim kościołem Il Gesù, jednym z pierwszych dzieł zapowiadających nowy styl w budownictwie – barok. 
W katedrze znajdują się trzy dzwony, wszystkie z XVII w. Zostały one zabrane z istniejącego do 1670 kościoła Storkyrkan, znajdującego się w pobliżu Zamku kalmarskiego.
Zewnętrzna część katedry została poddana renowacji. Jej efektem jest nowy, miedziany dach. Obecnie (2010) trwa renowacja wnętrza świątyni. Renowacja ta, zaplanowana do 2013, ma na celu sprostanie wymogom współczesności; wnętrze ma po renowacji być jaśniejsze, bardziej otwarte i dostępne dla wszystkich. Koszt renowacji oblicza się na ok. 45 mln koron szwedzkich. 
Planuje się m.in. urządzenie tzw. sali rozmów przy wejściu od strony zachodniej, przebudowę piwnic i urządzenie w nich pomieszczeń gospodarczo-magazynowych. Cztery rzędy ławek od strony wschodniej i zachodniej mają być usunięte aby zyskać więcej wolnej przestrzeni. Prezbiterium ma zostać przedłożone w kierunku zachodnim a pośrodku planuje się utworzyć miejsce pod nowy, pozłacany ołtarz. Część płyt nagrobnych ma być przeniesiona aby wyrównać drogi komunikacyjne wewnątrz świątyni. Planuje się też zbudowanie nowych, spiralnych schodów prowadzących na obie empory.
Restauracji ma być również poddana empora organowa i znajdujące się na niej organy. Stosowne plany sporządził organista Jan H. Börjesson z Göteborga a realizację zadań powierzono firmie Tostareds Kyrkorgelfabrik. 
Renowacja ma być prowadzona z zastosowaniem tradycyjnej techniki budowlanej we współpracy ze środowiskiem konserwatorskim. Dotyczy to pomalowania sklepień, ścian i konserwacji wyposażenia mającego wartość historyczną.
Nowoczesne metody znajdą natomiast zastosowanie, jeśli chodzi o zainstalowanie oświetlenia, nagłośnienia i systemu ogrzewania wnętrza świątyni.
Podczas renowacji katedra ma być cały czas otwarta tak dla wiernych jak i dla zwiedzających.

## Wyposażenie

### Ołtarz główny

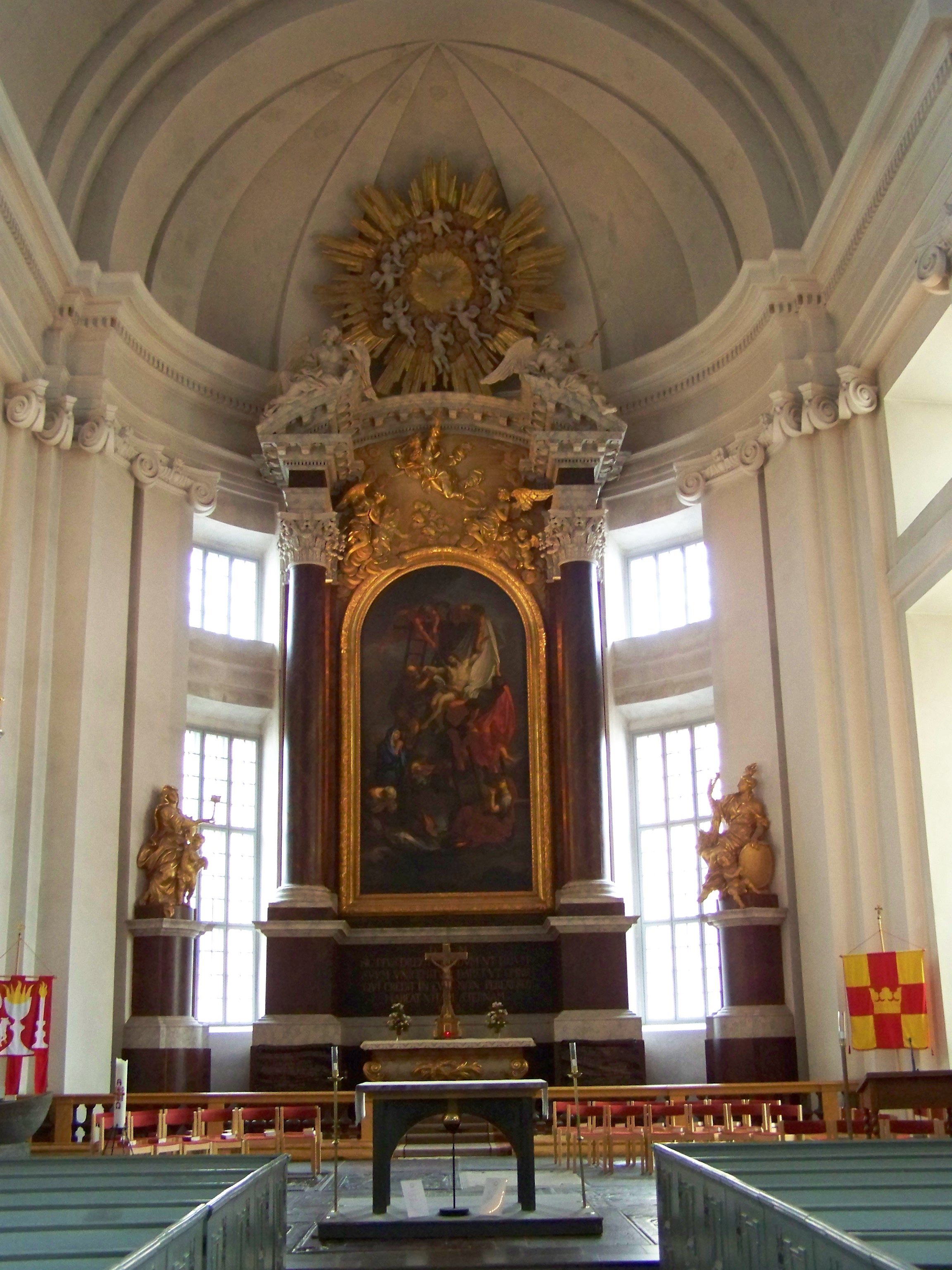
Ołtarz główny

Wewnątrz świątyni uwagę przyciąga lśniący blaskiem ołtarz główny. Został on zaprojektowany w 1704 przez Nicodemusa Tessina Młodszego i wykonany w 1712 przez rzeźbiarza Caspara Schrödera. Ołtarz jest zwieńczony wyobrażeniem Ducha Świętego w postaci gołębicy, otoczonym świetlistą aureolą. Poniżej znajduje się scena ze stworzenia świata: Bóg czyniący światłość w ciemności. Ogromny obraz w ołtarzu, będący prawdopodobnie dziełem Davida von Kraffta, przedstawia w nietypowy sposób zdjęcie Chrystusa z krzyża: mężczyźni na drabinach opuszczają jego bezwładne ciało na linach. 
Stół ołtarzowy ma formę sarkofagu: w przedniej części umieszczone zostały symbole zwycięstwa (wieniec laurowy i gałązki palmowe). Łaciński napis nad stołem został zaczerpnięty z Ewangelii Jana rozdział 3 wers 16: 

SIC DEVS DILEXIT MVNDVM VT FILIVM 
SVVM VNIGENITVM DARET VT OMNIS
QVI CREDIT IN EVM, NON PEREAT SED
 HABEAT VITAM AETERNAM

(pol. Tak bowiem Bóg umiłował świat, że Syna 
swego Jednorodzonego dał, aby
 każdy, kto w Niego wierzy, nie zginął, ale
 miał życie wieczne.)

Krucyfiks stojący na stole ołtarzowym, wykonany w stylu włoskiego baroku, został podarowany katedrze w 1930.
Po obu stronach ołtarza, na postumentach, stoją XVIII-wieczne rzeźby wyobrażające: po lewej Wiarę (figura z krzyżem i kubkiem) a po prawej Łaskę (figura z rogiem obfitości i płomieniami symbolizującymi Zesłanie Ducha Świętego).

### Ambona

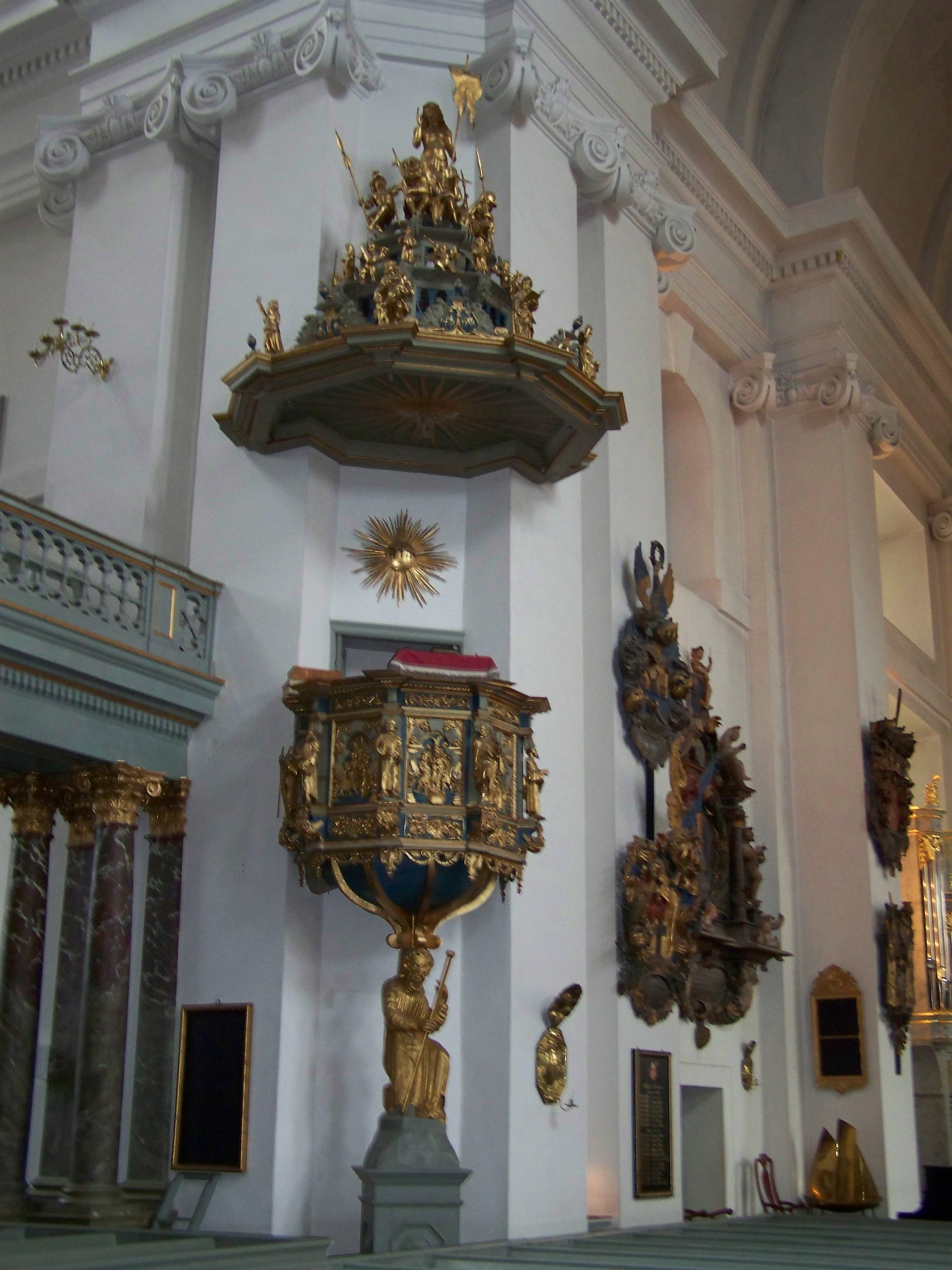
Ambona

Ambona, będąca prawdopodobnie zdobyczą wojenną została wyrzeźbiona przez Balzara Hoppenstedta w poł. XVII w. Jest ona jednym z najstarszych elementów wyposażenia katedry. Została przeniesiona do katedry z kościoła Storkyrkan.
Pozłacane rzeźby i reliefy pokrywające ambonę ukazują sceny z Męki Pańskiej.
Wyrafinowany program ikonograficzny trzykondygnacyjnego daszku akustycznego ambony przedstawia u samej góry Zmartwychwstałego Chrystusa, wokół którego kulą się skarlałe postacie śpiących żołnierzy. Poniżej tej sceny aniołowie dzierżą narzędzia Męki Pańskiej, a na najniższym poziomie widać postacie kobiece symbolizujące m.in. Mądrość, Siłę oraz matczyną miłość.
Ambonę podtrzymuje okazała, pozłacana rzeźba Mojżesza siedzącego na postumencie. 

### Organy

#### Organy na chórze

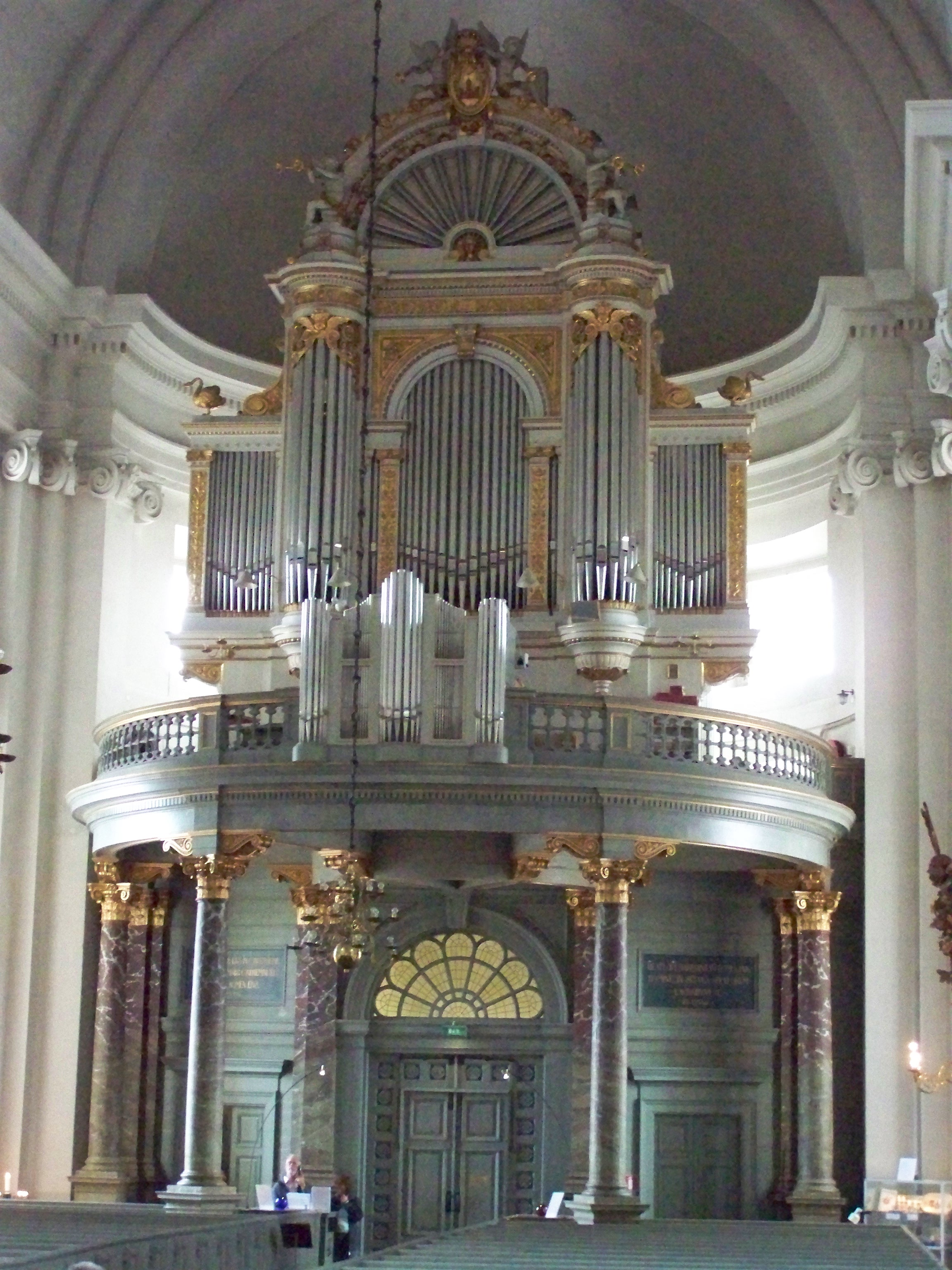
Organy główne na emporze zachodniej

Katedra otrzymała z kościoła Storkyrkan 9-głosowe organy zbudowane w 1630.
W 1759 firma Lars Wahlberg & Anders Wollander z Vimmerby zbudowała organy jednomanuałowe; autorem prospektu był Carl Fredrik Adelcrantz. Organy zostały umieszczone na półkolistej emporze okolonej balustradą, na której ulokowano Rückpositiv (pozytyw plecowy). 
W 1838 firma Pehr Zacharias Strand ze Sztokholmu dokonała gruntownej przebudowy organów. Prospekt Adelcrantza został zachowany ale wstawiono nowe, nieme piszczałki. Organy miały 22 (lub 25) piszczałek podzielonych na 2 manuały i pedał.
W 1882 dotychczasowe organy zostały sprzedane do kościoła w Vissefjärda, natomiast firma Åkerman & Lund ze Sztokholmu zbudowała nowe organy z 36 głosami podzielonymi na 3 manuały i pedał.
W 1929 organy zostały powiększone do 41 głosów poprzez rozbudowę trzeciego manuału.
W 1957 zakład Mårtenssona rozbudował organy do 4 manuałów podzielonych na 66 głosów. Wstawiono też nową wiatrownicę zasuwową z trakturą elektryczną i trakturą rejestrową. 
Organy mają następującą dyspozycję:
| Hauptwerk II | Rückpositiv I | Oberwerk III | Schwellwerk IV | Pedalwerk |
| Principal 16' Principal 8' Doppelflöte 8' Viola da gamba 8' Oktave 4' Ruhr flöte 4’ Gemshorn 4' Quinte 2 2/3' Oktave 2' Zartflöte 2' (4'?) Sesquialtera II chor, 2 2/3' + 1 3/5' Mixtur VI-VIII chor Trompete 8´ Trompete 4´ | Gedackt 8' Kvintadena 8' Principal 4' Koppelflöte 4' Schwegel 2' Quinte 1 1/3' Sifflöte 1' Scharfcymbel IV chor Rankett 16' Krummhorn 8' Tremulant | Principal 8' Ruhr Flöte 8' Fugara 8' Oktave 4' Hohlflöte 4' Gedacktpommer 4' Nasat 2 2/3' Oktave 2' Waldflöte 2' Terzian II chor, 1 3/5' + 1 1/3' Scharf III chor Cor anglais 16' Corno 8' | Gedackt 16' Hornprincipal 8' Salicional 8' Tectus (Ged) 8' Céleste 8' Fugara 4' Nachthorn 4' Blockflöte 2' Terz 1 3/5' Larigot 1 1/3' Oktave 1' Mixtur IV chor Dulcian 16' Trompete 8' Oboe 8' Tremulant | Principal 16' Subbass 16' Gedackt 16' Quinte 10 2/3' Oktave 8' Borduna 8' Oktave 4' Flöte 4' Nachthorn 2' Pedalmixtur IV chor Kontrabasun 32' Basun 16' Trompete 8' Trompete 4' Schalmej 4' |

Crescendoschweller

Registerschweller

#### Organy w prezbiterium
Organy w prezbiterium zostały zbudowane w 1998 przez firmę Sune Fondell i otrzymały strój nierównomiernie temperowany według Pehra Schiörlina. Gwiazdka (*) w dyspozycji = Wechselregister.
Organy mają następującą dyspozycję:
| Hauptwerk | Brustwerk                                                                                      | Pedalwerk                            |
| Huvudverk *Principal 8' (fasada) Viola da gamba 8' Spitzflöte 8' Octave 4' Querflöte 4' Quinte 3' (właśc. 2 2/3') Mixtur IV chor *Trompete 8' | Gedackt 8' Principal 4' Ruhr Flöte 4' Kurzflöte 2' Scharf II chor Vox virginea 8', D Tremulant | Subbas 16' *Principal 8' *Trumpet 8' |

Połączenia:
- Brustwerk/Hauptwerk
- Hauptwerk/Pedalwerk
- Brustwerk/Pedalwerk
- Cimbelstern (vier Uhr)

#### Organy ołtarzowe
Organy ołtarzowe zostały zbudowane w 1957 przez firmę A. Mårtensson. Przebudowane poprzez wykonanie piszczałek z nowego materiału.
Organy mają następującą dyspozycję:
| Hauptwerk                                                              |
| Principal 8' Octave 4' Octave 2' Mixtur II chor Trumpet 8' Subbass 16' |

### Pozostałe wyposażenie
- Płyty nagrobne z XVII i XVIII w. w prezbiterium.
- Chrzcielnica w kształcie okrętu, wykonana przez Erika Sanda.

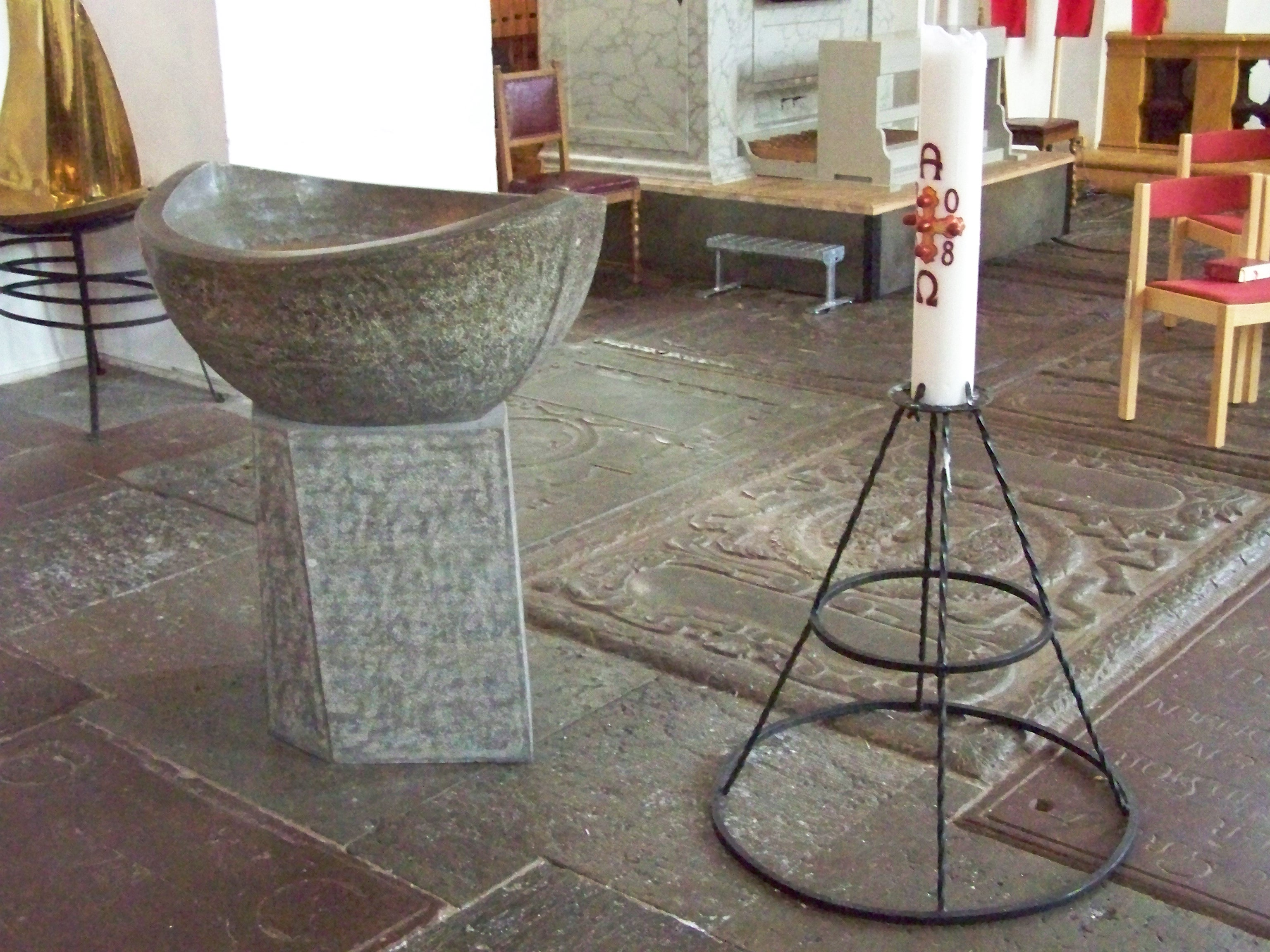
Chrzcielnica
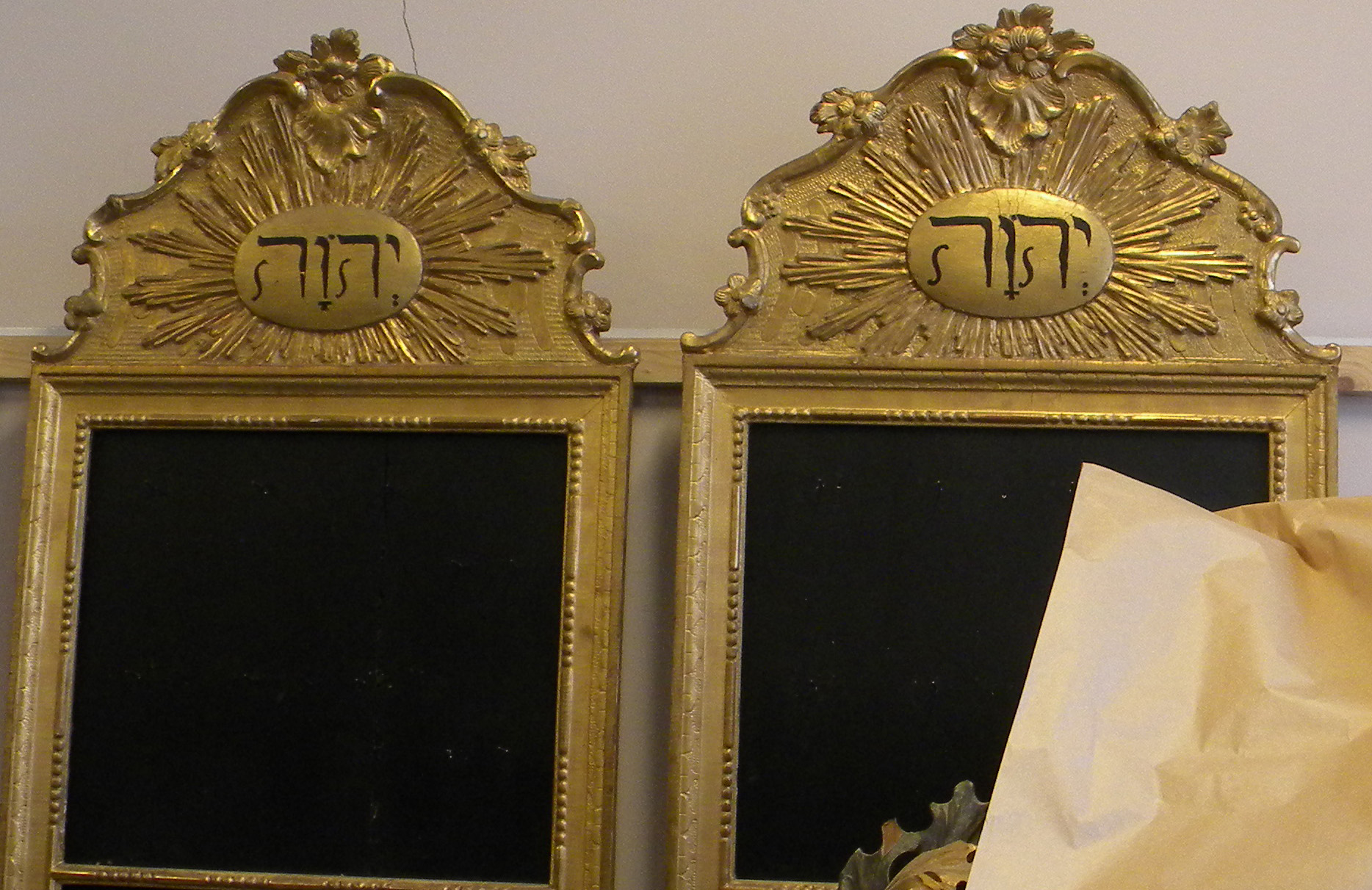
Tablice psalmowe